# Neomelicharia lucentis
Neomelicharia lucentis är en insektsart som beskrevs av Medler 1999. Neomelicharia lucentis ingår i släktet Neomelicharia och familjen Flatidae. Inga underarter finns listade i Catalogue of Life.